# SK Trollhättan
SK Trollhättan är en idrottsförening i Trollhättan, bildad 1989 av skridskoåkarna inom Trollhättans SK. Ordförande sedan starten är Benno Johansson.
I mitten av 1990-talet var SK Trollhättan en av Sveriges främsta skridskoklubbar. Man tog flera SM-titlar samt hade många aktiva med i de svenska ungdoms- och juniorlandslagen. Anna Björemark var under flera år en av Sveriges främsta kvinnliga hastighetsåkare.
Efter en period när man hade svårare att rekrytera ungdomar har klubben nu återtagit sin plats i Sverigeeliten.
I januari 2011 vann SK Trollhättan SM-guld i lagtempo. I laget ingick David Andersson, Emil Ström och Hampus Larsson. 
I februari 2011 arrangerade man Ungdoms-SM i Slättbergshallen och blev bästa klubb under detta mästerskap.
Den 19 november 2011 kom David Andersson, SK Trollhättan, på tredje plats på 3000 m i World Cup, i norska Bjugn.
Det var första gången på över tjugo år som en svensk skrinnare stod på prispallen i juniorvärldscupen. 

### Fotnoter
1. ↑  Pasi Hakopuro (25 januari 2011). ”Bengt – Årets idrottsledare ser bara framåt”. Tttela. http://www.ttela.se/sport/bengt-%C3%A5rets-idrottsledare-ser-bara-fram%C3%A5t-1.2838221. Läst 23 november 2016.